# Кизиласкер (Жамбильський район)
Кизиласке́р (каз. Қызыләскер) — село у складі Жамбильського району Алматинської області Казахстану. Входить до складу Жамбильського сільського округу.
Населення — 445 осіб (2021; 576 у 2009, 364 у 1999, 311 у 1989).